# جون آدم فلمنج
جون آدم فلمنج (بالإنجليزية: John Adam Fleming)‏ هو فيزيائي أمريكي، ولد في 28 يناير 1877 في سينسيناتي في الولايات المتحدة، وتوفي في 29 يوليو 1956 في سان ماتيو في الولايات المتحدة.